# Melasia Zölch
Melasia Zölch SSpS (* 15. September 1902 in Pilmersreuth an der Straße, Stadt Tirschenreuth, Oberpfalz; † 6. Februar 1944 in der Bismarcksee) war eine deutsche Steyler Missionsschwester und Märtyrin.

## Leben
Maria Zölch, siebtes von 9 Kindern eines Landwirts, half nach der Schulzeit ihren Eltern. Am 29. September 1928 trat sie im Alter von 26 Jahren in Vallendar in das Missionshaus Marienau der Steyler Missionsschwestern ein. Sie begann am 8. Juni 1929 das Noviziat unter dem Ordensnamen Melasia (nach dem riechischen Namen Melas, zum Beispiel Melas von Rhinocorura). Am 8. Juni 1931 legte sie ihre Zeitlichen Gelübde ab und wurde im St.-Josef-Krankenhaus Haan zur Krankenpflegerin ausgebildet. Am 13. August 1937 reiste sie nach Alexishafen in die Papua-Neuguinea-Mission, wo sie am 8. August 1938 ihre Ewigen Gelübde ablegte. Sie wirkte in Mugil in der Madang Province.
Nach der Besetzung Neuguineas durch die japanischen Invasionstruppen 1942 wurde sie zusammen mit Bischof Franziskus Wolf und zahlreichen Mitbrüdern und Missionsschwestern in einem Sammellager auf Manam interniert, wo sie an Unterernährung litten und an Malaria erkrankten. Am 5. Februar gingen sie unter Protest auf das japanische Transportschiff Yorishime Maru, das am 6. Februar nachts von der amerikanischen Luftwaffe angegriffen wurde. Es starben 46 Menschen, darunter Melasia Zölch. Eine Gedenkstätte befindet sich in Alexishafen.

## Gedenken
Die Römisch-katholische Kirche in Deutschland hat Schwester Melasia Zölch als Märtyrin in das deutsche Martyrologium des 20. Jahrhunderts aufgenommen.